# Radiale Verteilungsfunktion
Die radiale Verteilungsfunktion (Abkürzung rdf) mit dem Formelzeichen {\displaystyle g_{AB}(r)} zwischen zwei Teilchensorten A und B beschreibt die Häufigkeit, mit der man ein Teilchen der Sorte B im Abstand {\displaystyle r} von einem Teilchen der Sorte A findet, bezogen auf die Häufigkeit, dass zwei Teilchen eines idealen Gases in diesem Abstand vorliegen. Die radiale Verteilungsfunktion ist somit dimensionslos.

## Bestimmung

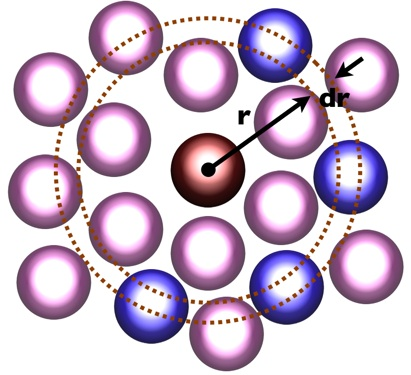
Abbildung 1: Schema zur Bestimmung der rdf

Zur Bestimmung der radialen Verteilungsfunktion zählt man wie in Abbildung 1 die Zahl der Teilchen der Sorte B (blau) in der Kugelschale mit Radius {\displaystyle r} und Dicke {\displaystyle dr} {\displaystyle \left(\lim _{dr\to 0}\right)} um ein Teilchen der Sorte A (dunkelrot). Dadurch erhält man ein Histogramm. Normiert man dieses Histogramm entsprechend, erhält man die radiale Verteilungsfunktion. Bei Molekulardynamik oder Metropolis-Importance-Sampling gilt folgende Formel:
{\displaystyle {\text{rdf}}(R)=\left({\frac {H(R)}{{\text{num}}\cdot V(R)}}\right)/\rho _{0}}.
Hierbei wird der Histogrammeintrag, welcher dem Abstand {\displaystyle R} zugeordnet ist, durch das Bin-Volumen {\displaystyle V(R)}, sowie die Zahl der Stichproben ({\displaystyle {\text{num}}}) geteilt, wodurch man eine mittlere Dichte im Bin erhält. Diese mittlere Dichte wird anschließend mit der Dichte eines idealen Gases {\displaystyle \rho _{0}=N/V} verglichen.

## Definition
Im NVT-Ensemble kann die radiale Verteilungsfunktion auch aus der 2N-Punkt-Wahrscheinlichkeitsdichte ({\displaystyle N} Orte und {\displaystyle N} Geschwindigkeiten)
{\displaystyle p_{N}({\vec {r}}^{N},{\vec {v}}^{N})={\frac {\exp(-\beta \cdot {\mathcal {H}}({\vec {v}}^{N},{\vec {r}}^{N}))}{Z_{N}(V,T)}}}
für eine Hamiltonfunktion {\displaystyle {\mathcal {H}}} erhalten werden.
Durch Abintegrieren von {\displaystyle N-2} Orten und allen Geschwindigkeiten aus der 2N-Punkt-Wahrscheinlichkeitsdichte erhält man zunächst die 2-Punkt-Wahrscheinlichkeitsdichte {\displaystyle p_{N}^{(2)}(r_{1},r_{2}).}
Diese normiert man mit {\displaystyle {\frac {N!}{(N-2)!}}{\frac {1}{\rho ^{2}}}}, wobei {\displaystyle \rho =N/V} die mittlere Teilchenzahldichte ist:
{\displaystyle g_{N}(r_{1},r_{2})={\frac {N!}{(N-2)!}}{\frac {1}{\rho ^{2}}}\cdot p_{N}^{(2)}(r_{1},r_{2})}
Im Thermodynamischen Limes gilt:
{\displaystyle \lim _{N\to \infty ,V\to \infty ,{\frac {N}{V}}={\text{const}}}g_{N}(r_{1},r_{2})=g(r_{1},r_{2})}.
In einem homogenen System ist
{\displaystyle g(r_{1},r_{2})=g(r_{1}-r_{2})=:g(r)}

## Paarverteilungsfunktion

Radiale Verteilungsfunktion einer Lennard-Jones-Flüssigkeit. Die radiale Verteilungsfunktion nimmt um praktisch den Wert 0 an, da die Teilchen mit einem Lennard-Jones-Potential wechselwirken und somit praktisch nicht überlappen können.

Die Paarverteilungsfunktion (auch Paarkorrelationsfunktion)  {\displaystyle g_{AB}({\vec {r}})} hängt nicht nur vom Abstand {\displaystyle r} ab, sondern wegen {\displaystyle {\vec {r}}={\vec {r}}(r,\theta ,\phi )} (Kugelkoordinaten) auch von den Winkeln {\displaystyle \theta } und {\displaystyle \phi }. Die (statische) Paarkorrelationsfunktion ist gegeben durch:
{\displaystyle g({\vec {r}})={\frac {V}{N^{2}}}\left\langle \sum _{i\neq j}\delta ({\vec {r}}-({\vec {R}}_{i}-{\vec {R}}_{j}))\right\rangle .}
Dieses Ergebnis erhält man aus der Berechnung der (kollektiven) Van-Hove-Korrelationsfunktion {\displaystyle G({\vec {r}},t):={\frac {V}{N}}\langle \rho ({\vec {\tilde {r}}},{\tilde {t}})\rho ({\vec {\tilde {\tilde {r}}}},{\tilde {\tilde {t}}})\rangle }, indem man die Definition der Dichte {\displaystyle \rho ({\vec {\tilde {r}}},{\tilde {t}})=\sum _{i=1}^{N}\delta ({\vec {\tilde {r}}}-{\vec {\tilde {R}}}_{i}(t))} einsetzt, über {\displaystyle {\vec {\tilde {r}}}} abintegriert und anschließend bei {\displaystyle t=0} auswertet. Dabei ist zu beachten, dass {\displaystyle G({\vec {r}},0):=\delta ({\vec {r}})+{\frac {N}{V}}g({\vec {r}})}

## Anwendungen
Mithilfe der radialen Verteilungsfunktion kann man durch Fouriertransformation den Strukturfaktor bestimmen.
Die radiale Verteilungsfunktion spielt in der Kirkwood-Buff-Theorie eine wichtige Rolle.
In einem homogenen System gibt die Paarkorrelationsfunktion {\displaystyle g({\vec {r}})} das „Potential of mean force“ {\displaystyle w({\vec {r}})} an, welches durch die Zuweisung {\displaystyle g({\vec {r}}){\overset {!}{=}}\exp \left(-{\frac {w({\vec {r}})}{k_{\mathrm {B} }\cdot T}}\right)} definiert wird (mit der Boltzmann-Konstanten {\displaystyle k_{\mathrm {B} }}).